# Église Saint-Nicolas de Wissant
L'église Saint-Nicolas est un édifice religieux catholique sis à Wissant, dans le Pas-de-Calais (France).

## Description
On y trouve une statue de sainte Wilgeforte. Le chœur date du XVe siècle. Le chemin de croix est notable. Le culte est assuré au sein de la paroisse Notre-Dame-des-Flots.

## Galerie d'images

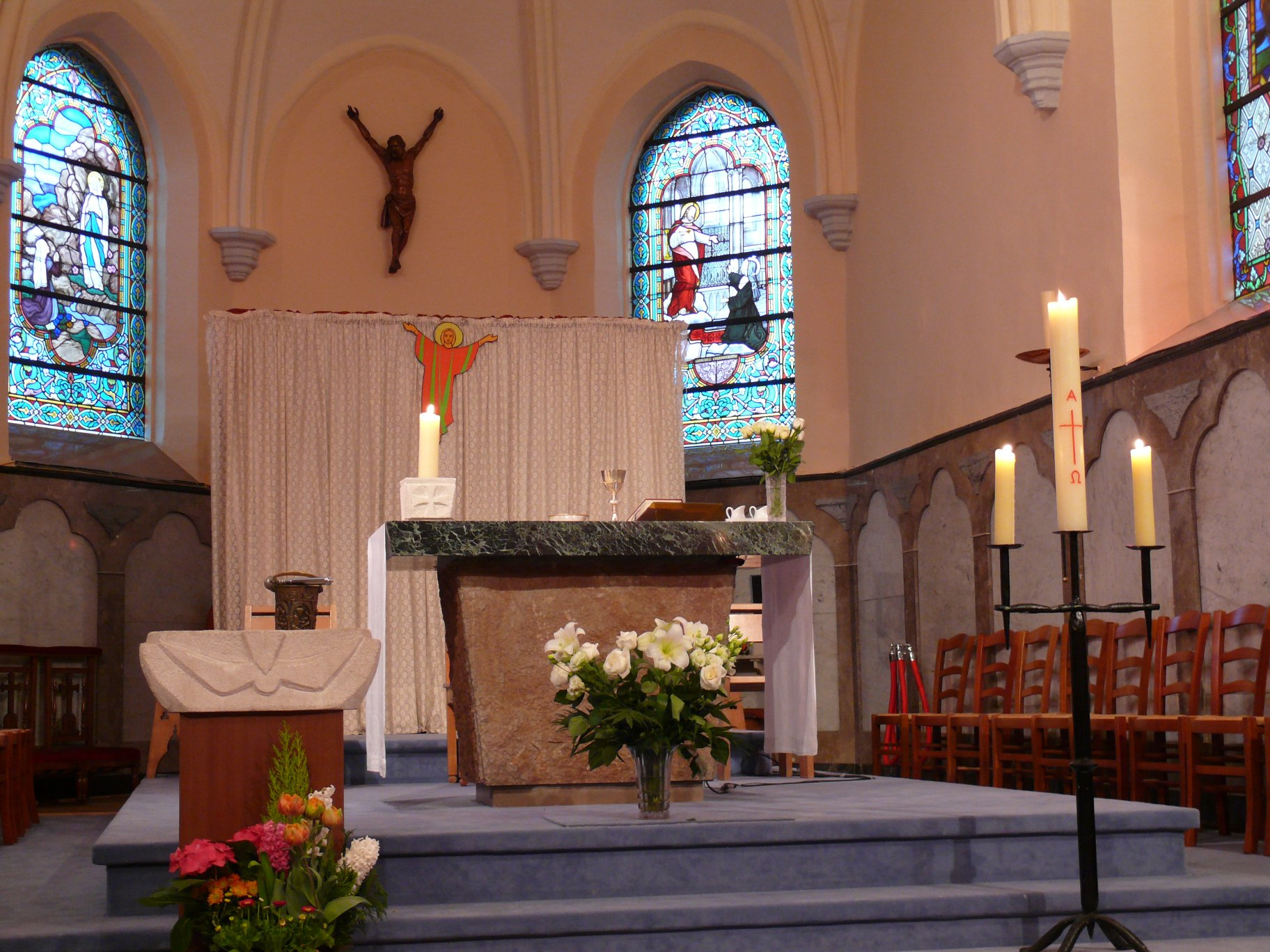
La nef et le chœur
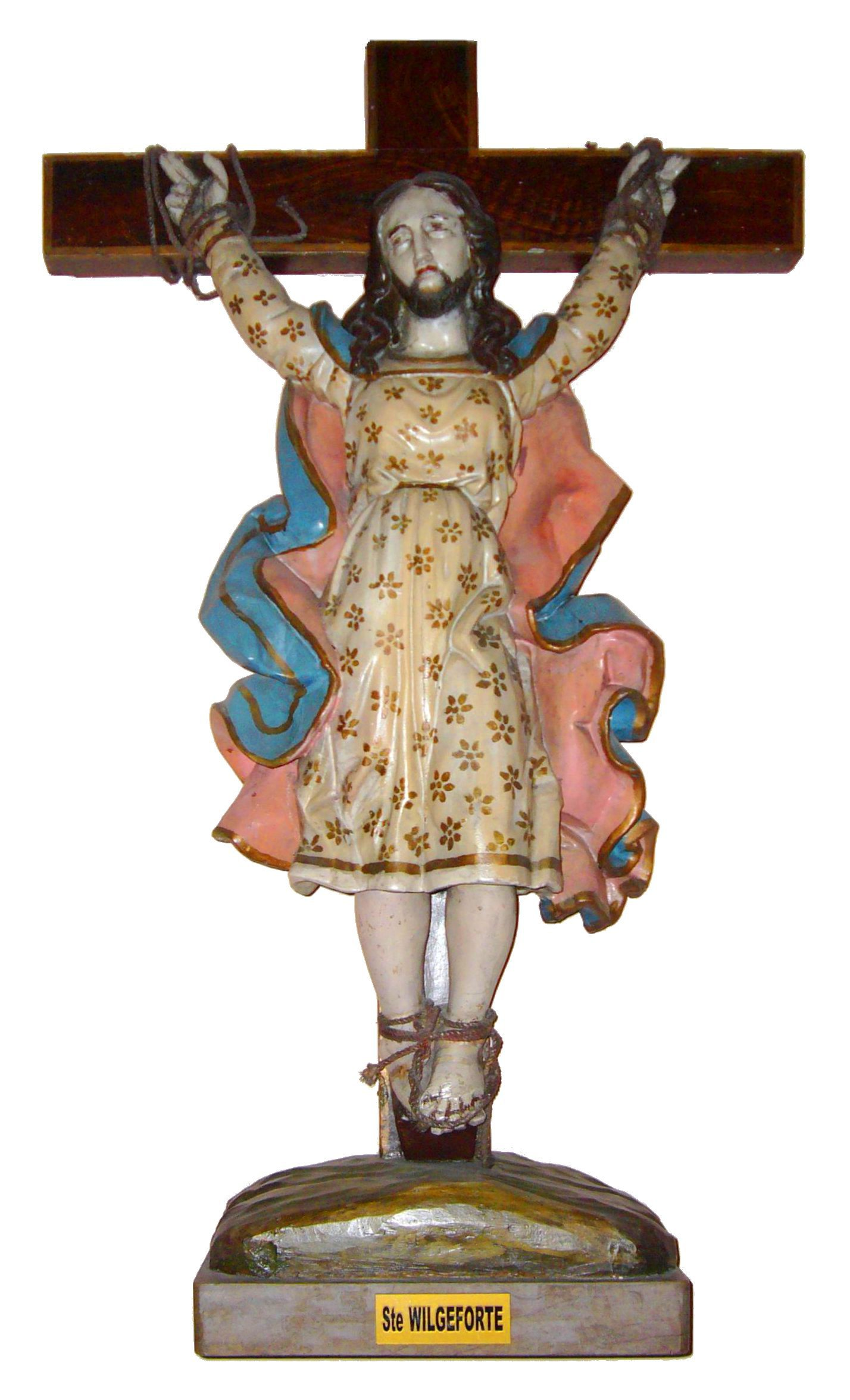
Statue de sainte Wilgeforte